# Мануел Фридрих
Мануел Фридрих (на немски: Manuel Friedrich, роден на 13 септември 1979 в Бад Кройцнах) е немски професионален футболист, централен защитник. От 2007 година играе за Байер Леверкузен. Висок е 189 сантиметра и тежи 78 килограма.
Фридрих подписва първия си професионален договор с отбора на Майнц 05 през 1999 година, като прави дебюта си във Втора Бундеслига на 26 февруари 2000 година срещу Енерги Котбус. За целия си престой в Майнц бранителят изиграва 63 мача за първенство и отбелязва 8 попадения. През лятото на 2002 Фридрих преминава във Вердер Бремен за сумата от 2,5 милиона евро. Периодът му на "Везерщадион" обаче се оказва неуспешен, като за една година и половина в редиците на "зелено-белите" защитникът изиграва едва 1 двубой в Бунделигата и 13 срещи с 2 гола във втория тим на Вердер. През януари 2004 Мануел се завръща в Майнц за сумата от 1,3 милиона евро. По време на втория си престой при „червено-белите“ футболистът записва 116 мача и 8 гола в шампионата. През юли 2007 година Байер Леверкузен привлича Фридрих за 2,5 милиона евро. Към юни 2009 защитникът е изиграл 62 срещи и се е разписвал 7 пъти за „аспирините“.